# Pierdomenico Perata
Pierdomenico Perata, né à Gênes le 24 mars 1962 , est un physiologiste italien.
Il s’occupe de physiologie végétale et biologie des plantes. Il devient recteur de la Scuola Superiore Sant’Anna de Pise le 8 mai 2013. Il est membre de l’Accademia dei Georgofili et de l’Accademia Nazionale delle Scienze dite des XL.

## Biographie
Pierdomenico Perata obtient sa maîtrise en agronomie aussi bien auprès de  l’Université de Pise qu’auprès de la Scuola Superiore Sant’Anna  ainsi qu’un doctorat auprès de l’Université de Pise. Après une période de recherche à l’étranger et en particulier auprès de l’Université de Nagoya au Japon, il devient chercheur à l’Université de Pise, puis maître assistant en Physiologie végétale à l’Université de Bari.
Pierdomenico Perata devient professeur titulaire à l’université de Modène et de Reggio d'Émilie, où il occupe les fonctions de vice-doyen de la Faculté d’Agronomie dans les années 2003-2004. En 2004, il retourne à la Scuola Superiore Sant’Anna de Pise où il occupe la chaire de professeur de Physiologie végétale. En 2010 il devient doyen de la Classe de Sciences Expérimentales de la Scuola Superiore Sant’Anna  et en 2012, à la suite de la démission de Maria Chiara Carrozza (élue députée de la République Italienne ) il occupe les fonctions de recteur vicaire, jusqu’à son élection au poste de recteur en mai 2013.

## Activité scientifique
L’activité scientifique de Pierdomenico Perata se concentre sur la Physiologie végétale, avec une approche basée sur la biologie moléculaire. Parmi ses principaux apports au développement des connaissances dans ce domaine, on peut rappeler l'hypothèse, démontrée par la suite, que le métabolisme de l'amidon est essentiel dans la tolérance des plantes à l'hypoxie. Pierdomenico Perata a aussi contribué à la découverte, toujours dans le cadre de l’hypoxie des plantes, du capteur d'oxygène chez les végétaux ainsi que du cross-talk entre les hormones végétales et les signaux métaboliques.